# 13 października
13 października jest 286. (w latach przestępnych 287.) dniem w kalendarzu gregoriańskim. Do końca roku pozostaje 79 dni.

## Święta
- Imieniny obchodzą: Daniel, Faust, Florencjusz, Florenty, Gerald, Geraldyna, Gerbert, Honorat, January, Karp, Magdalena, Marcjalis, Maurycy, Mikołaj, Reginbald, Siemisław, Teofil, Wacław, Wacława, Wenancjusz i Wenanty.
- Burundi – Dzień Louisa Rwagasore
- Międzynarodowe:
  - Międzynarodowy Dzień Ograniczania Skutków Katastrof (od 2009 ustanowiony przez Zgromadzenie Ogólne ONZ, wcześniej 2. środa października, jako Międzynarodowy Dzień Ograniczania Klęsk Żywiołowych)
  - Międzynarodowy Dzień Prostego Języka(inne języki) (od 2011)[1]
- Polska:
  - Dzień Ratownictwa Medycznego
  - Dzień Dawcy Szpiku
  - Dzień Pokojowego Patrolowca
- Wspomnienia i święta w Kościele katolickim[2][3] obchodzą:
  - bł. Aleksandra Maria da Costa (mistyczka)
  - św. Gerald z Aurillac († 909)
  - bł. Honorat Koźmiński (prezbiter) (Kościół katolicki w Polsce, na świecie 16 grudnia)
  - św. January (męczennik)
  - św. Karp z Berei (męczennik) (również 26 maja)
  - św. Karp z Tiatyry (męczennik) (również 13 kwietnia)
  - św. Teofil z Antiochii (biskup Antiochii Syryjskiej)

## Wydarzenia w Polsce

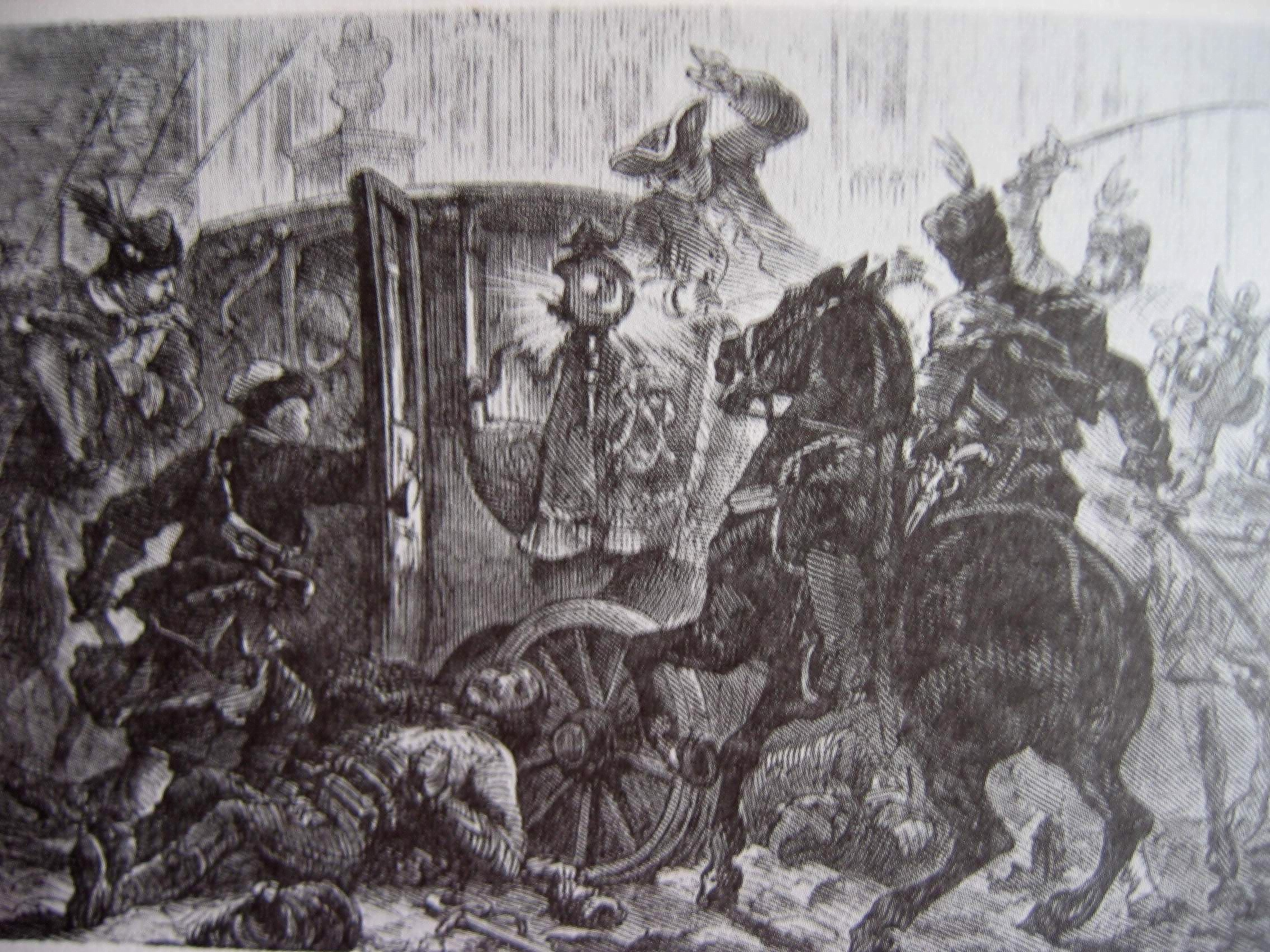
Porwanie Stanisława Augusta Poniatowskiego

- 1282 – Książę krakowski Leszek Czarny pokonał sprzymierzone wojska litewsko-jaćwięskie w bitwie nad Narwią.
- 1545 – Polscy magnaci kresowi pod dowództwem starosty włodzimierskiego Fiodora Sanguszki zdobyli i splądrowali turecki zamek w Oczakowie.
- 1710 – Wmurowano kamień węgielny pod budowę ewangelickiego kościoła Jezusowego w Cieszynie.
- 1770 – Konfederacja barska uchwaliła  Akt detronizacji Stanisława Augusta Poniatowskiego.
- 1805 – Otwarto Liceum Krzemienieckie[4].
- 1847 – Otwarto dworzec Kraków Główny i linię kolejową do Mysłowic.
- 1906:
  - Ukazał się pierwszy numer tygodnika „Echa Kieleckie”.
  - Została założona Szkoła Główna Handlowa w Warszawie (jako Prywatne Kursy Handlowe Męskie Augusta Zielińskiego).
- 1912 – Przy ul. Wolskiej w Warszawie otwarto cmentarz mariawicki.
- 1918 – Utworzono Republikę Zakopiańską.
- 1923 – W wyniku zamachu terrorystycznego w Cytadeli Warszawskiej zginęło 28 osób, a kilkadziesiąt zostało rannych.
- 1926:
  - Premiera filmu Zew morza w reżyserii Henryka Szaro.
  - Zainaugurował działalność Teatr Żydowski w Krakowie.
- 1935 – Utworzono rząd Mariana Zyndrama-Kościałkowskiego.
- 1939 – Powołano Narodową Organizację Wojskową.
- 1942:
  - Oddziały niemieckie i ukraińskie zlikwidowały getto w Zdołbunowie na Wołyniu. Około 1700 Żydów doprowadzono pod wieś Staromylsk i tam rozstrzelano.
  - Rozpoczęła się likwidacja getta żydowskiego w Piotrkowie Trybunalskim.
- 1952 – Założono reprezentacyjny zespół artystyczny ZHP „Gawęda”.
- 1958 – Premiera filmu Pożegnania w reżyserii Wojciecha Jerzego Hasa.
- 1963 – Na rozgrywanych we Wrocławiu XIII Mistrzostwach Europy w Koszykówce Mężczyzn reprezentacja Polski zdobyła tytuł wicemistrzowski, przegrywając w finale z ZSRR 45:61.
- 1978 – Przy ul. Głogowskiej w Poznaniu otwarto pierwszy sklep nocny.
- 1979 – Otwarto Obserwatorium Astronomiczne w Olsztynie.
- 1982 – Podczas demonstracji w Nowej Hucie został zastrzelony przez funkcjonariusza SB 20-letni robotnik Bogdan Włosik.
- 1984 – Koło Gdańska przyszli mordercy księdza Jerzego Popiełuszki próbowali zatrzymać jego samochód, rzucając w szybę kamieniem. Kierowcy udało się opanować pojazd i uciec.
- 1985 – Odbyły się wybory do Sejmu PRL.
- 1993 – Podpisano umowę koalicyjną pomiędzy SLD a PSL. Z negocjacji wycofała się Unia Pracy.
- 1994 – Rozpoczęła nadawanie regionalna rozgłośnia radiowa Radio 90 FM z siedzibą w Wodzisławiu Śląskim (od 2005 roku w Rybniku).
- 1998:
  - Sejm RP uchwalił ustawę o systemie ubezpieczeń społecznych.
  - Telewizja Polsat rozpoczęła emisję sitcomu Miodowe lata.
- 2006 – Polska premiera włosko-kanadyjsko-polskiego filmu biograficznego Karol. Papież, który pozostał człowiekiem w reżyserii Giacomo Battiato.
- 2007 – Otwarto Most Solidarności w Płocku.
- 2009:
  - Grzegorz Schetyna, Andrzej Czuma i Mirosław Drzewiecki odeszli z pierwszego rządu Donalda Tuska.
  - Mariusz Kamiński został odwołany z funkcji szefa Centralnego Biura Antykorupcyjnego.
- 2017 – Premiera filmu Dwie korony w reżyserii Michała Kondrata.
- 2019 – Odbyły się wybory parlamentarne.

## Wydarzenia na świecie

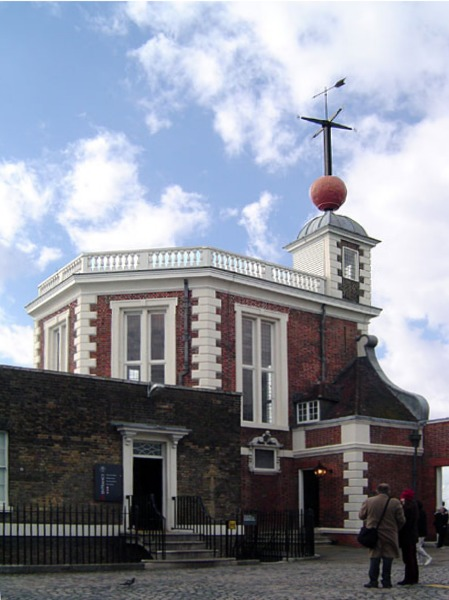
Królewskie Obserwatorium Astronomiczne w Greenwich, wyznaczające przebieg południka zerowego

- 539 p.n.e. – Kapitulacja Babilonu przed wojskami króla perskiego Cyrusa II Wielkiego.
- 54 – Neron został cesarzem rzymskim.
- 1093 – Robert II Jerozolimski został hrabią Flandrii.
- 1307 – Z rozkazu króla Francji Filipa IV Pięknego i papieża Klemensa V zajęto cały majątek zakonu templariuszy oraz aresztowano większość rycerzy zakonnych.
- 1382 – Jakub I został królem Cypru.
- 1399 – Henryk IV Lancaster został koronowany na króla Anglii.
- 1479 – Zwycięstwo wojsk węgierskich nad tureckimi w bitwie na Chlebowym Polu.
- 1534 – Kardynał Alessandro Farnese został wybrany na papieża i przyjął imię Paweł III.
- 1536 – W Anglii wybuchło powstanie narodowe na tle religijnym (tzw. Pielgrzymka Łaski) przeciwko rozwiązywaniu i niszczeniu klasztorów katolickich przez komisarzy działających z rozkazu Henryka VIII, będące również wynikiem niezadowolenia ludności, głównie chłopskiej, rozłamem w Kościele katolickim dokonanym przez króla i ustanowieniem przez niego Kościoła anglikańskiego.
- 1582 – Ze względu na wprowadzenie kalendarza gregoriańskiego w dniu 4 października, dat od 5 października do 14 października nie było we Francji, Hiszpanii, Italii, Portugalii i Rzeczypospolitej Obojga Narodów.
- 1644 – Wojna Torstensona: zwycięstwo floty szwedzko-holenderskiej nad duńską w bitwie w cieśninie Fehrman.
- 1756 – III wojna śląska: po półtora miesięcznym oblężeniu wojska pruskie zajęły twierdzę Pirna w Saksonii.
- 1761:
  - We francuskiej Tuluzie powiesił się syn miejscowego kupca wyznania kalwińskiego Jeana Calasa, którego niesłusznie oskarżono o jego zamordowanie i skazano po głośnym procesie na karę śmierci.
  - Wojna siedmioletnia: zwycięstwo wojsk brunszwickich nad francusko-saskimi w bitwie pod Ölper.
- 1773 – Francuski astronom Charles Messier odkrył Galaktykę Wir w gwiazdozbiorze Psów Gończych.
- 1775 – Kongres Kontynentalny zdecydował o utworzeniu Floty Kontynentalnej, przemianowanej później na United States Navy.
- 1781 – Cesarz Józef II Habsburg wydał patent tolerancyjny przyznający prawa ewangelikom i prawosławnym w Imperium Habsburgów na równi z katolikami.
- 1792 – Wmurowano kamień węgielny pod budowę Białego Domu w Waszyngtonie.
- 1812 – Wojna brytyjsko-amerykańska: zwycięstwo wojsk brytyjskich w bitwie pod Queenston Heights.
- 1815 – W Pizzo, po pojmaniu przez siły rywala Ferdynanda I Burbona, został rozstrzelany były król Neapolu Joachim Murat.
- 1825 – Ludwik I Wittelsbach został królem Bawarii.
- 1827 – Wojna rosyjsko-perska: wojska rosyjskie zajęły Erywań (1 października według kalendarza juliańskiego).
- 1835 – Na łamach „New York Herald” opublikowano pierwszy w historii wywiad, który James Gordon Bennett Sr. przeprowadził z pocztmistrzem z Buffalo.
- 1836 – W Paryżu odbyła się premiera opery Pocztylion z Lonjumeau z muzyką Adolphe’a Adama i librettem Adolphe’a de Leuvena i Léona-Lévy’ego Brunswicka.
- 1837 – Podbój Algierii: wojska francuskie zdobyły Konstantynę.
- 1843 – W Nowym Jorku powstała najstarsza nieprzerwanie działająca żydowska organizacja na świecie B’nai B’rith.
- 1874 – Austriacki astronom Johann Palisa odkrył planetoidę (140) Siwa.
- 1877 – George Edward Grey został premierem Nowej Zelandii.
- 1879:
  - Amerykański astronom Christian Peters odkrył planetoidę (206) Hersilia.
  - Johann Palisa odkrył planetoidę (205) Martha.
- 1884 – Ustanowiono południk zerowy w Greenwich.
- 1887 – Rosyjski astronom pochodzenia niemieckiego Viktor Knorre odkrył planetoidę (271) Penthesilea.
- 1892 – Amerykański astronom Edward Emerson Barnard odkrył (pierwszą w historii dzięki fotografii) kometę 206P/Barnard-Boattini.
- 1894 – Rozegrano pierwszy w historii mecz derbowy Liverpool F.C. – Everton F.C. (0:3).
- 1895 – Niemiecki astronom Max Wolf odkrył planetoidy: (407) Arachne i (408) Fama.
- 1898 – Amerykański astronom Edwin Foster Coddington odkrył planetoidy: (439) Ohio i (440) Theodora.
- 1899 – II wojna burska: wojska brytyjskie rozpoczęły oblężenie Mafeking.
- 1909 – W Barcelonie został rozstrzelany kataloński wolnomyśliciel, anarchista i pedagog Francesc Ferrer i Guàrdia.
- 1911 – Książę Artur, jako pierwszy w historii członek brytyjskiej rodziny królewskiej, został gubernatorem generalnym Kanady.
- 1912 – W Hoyeswerdzie powstała serbołużycka organizacja mniejszościowa Domowina.
- 1914:
  - I wojna światowa: rząd belgijski przeniósł swą siedzibę do francuskiego Hawru.
  - Amerykanin Garret A. Morgan opatentował maskę przeciwgazową.
- 1915 – W hrabstwie New London w stanie Connecticut otwarto bazę morską okrętów podwodnych US Navy.
- 1917 – Według tradycji Kościoła katolickiego miało miejsce ostatnie objawienie Matki Bożej w portugalskiej Fátimie, podczas którego doszło do tzw. Cudu Słońca.
- 1921:
  - Hjalmar Branting został po raz drugi premierem Szwecji.
  - Podpisano traktat z Karsu, którego sygnatariuszami było Wielkie Zgromadzenie Narodowe Turcji oraz Rosyjska FSRR, Armeńska SRR, Azerbejdżańska SRR i Gruzińska SRR. Regulował on kwestię kaukaskiej granicy Turcji i zastąpił podobny traktat moskiewski z marca 1921 roku, podpisany tylko przez stronę turecką i rosyjską.
- 1922 – Została utworzona kolonia Nigru w składzie Francuskiej Afryki Zachodniej.
- 1923 – Stolica Turcji została przeniesiona ze Stambułu do Ankary.
- 1929 – W Mińsku uruchomiono komunikację tramwajową.
- 1930:
  - Dokonano oblotu niemieckiego samolotu transportowego Junkers Ju 52.
  - Kościół katolicki uznał Cud Słońca z Fatimy.
- 1936 – Węgierski astronom György Kulin odkrył planetoidę (2242) Balaton.
- 1939 – Bitwa o Atlantyk:
  - Niemiecki U-Boot U-40 zatonął po wejściu na minę w Cieśninie Kaletańskiej, w wyniku czego zginęło 45 spośród 48 członków załogi.
  - Niemiecki U-Boot U-42 został zatopiony bombami głębinowymi na południowy zachód od Irlandii przez niszczyciele HMS „Imogen” i HMS „Ilex”, w wyniku czego zginęło 26 spośród 46 członków załogi.
- 1942 – Wojna na Pacyfiku: pierwsze oddziały amerykańskie wylądowały na Guadalcanal (Wyspy Salomona).
- 1943:
  - Front wschodni: zakończyła się bitwa pod Lenino.
  - Kampania włoska: rząd włoski marszałka Pietro Badoglio wypowiedział wojnę III Rzeszy.
- 1944:
  - Front wschodni: Armia Czerwona zdobyła Rygę.
  - Front zachodni: zakończyła się bitwa o Fort Driant.
- 1945 – Została założona bawarska Unia Chrześcijańsko-Społeczna (CSU).
- 1946 – Francuzi przyjęli w referendum konstytucję IV Republiki.
- 1949 – Dokonano oblotu bombowca Tu-14.
- 1950 – Premiera filmu Wszystko o Ewie w reżyserii Josepha L. Mankiewicza.
- 1958:
  - Penelope Anne Coelen ze Związku Południowej Afryki zdobyła w Londynie tytuł Miss World 1958.
  - W Watykanie odbył się pogrzeb papieża Piusa XII.
- 1959 – Wystrzelono amerykańskiego satelitę naukowego Explorer 7.
- 1960 – Na Morzu Barentsa doszło do awarii obwodu chłodzącego reaktora na radzieckim okręcie podwodnym K-8, co doprowadziło do skażenia radioaktywnego akwenu.
- 1961 – Został zamordowany premier Burundi książę Louis Rwagasore.
- 1962 – Na nowojorskim Broadwayu odbyła się premiera dramatu Edwarda Albee’ego Kto się boi Virginii Woolf?
- 1964 – Zakończyła się pierwsza wieloosobowa misja kosmiczna Woschod 1.
- 1966 – Botswana i Lesotho zostały członkami ONZ.
- 1969:
  - Podczas podchodzenia do lądowania w Niżniewartowsku rozbił się lecący z Surgutu, należący do Aerofłotu An-24B, w wyniku czego zginęło 24 spośród 56 osób na pokładzie.
  - Rozpoczęła się załogowa misja kosmiczna na statku Sojuz 8.
- 1970:
  - ChRL i Kanada nawiązały stosunki dyplomatyczne.
  - Fidżi zostało członkiem ONZ.
  - Saëb Salam został po raz czwarty premierem Libanu.
  - Tajfun Joan uderzył na filipińską wyspę Luzon, zabijając 620 osób.
- 1972:
  - 174 osoby zginęły w katastrofie Iła-62 w miejscowości Krasnaja Polana na południu Rosji.
  - W Andach rozbił się samolot, którym do Chile leciała urugwajska drużyna rugby. Spośród 45 osób na pokładzie przeżyło 16.
- 1973 – 119 osób zginęło w katastrofie samolotu Tu-104B pod Moskwą.
- 1976:
  - Płynący pod banderą panamską masowiec SS „Sylvia L. Ossa” zatonął w rejonie tzw. Trójkąta Bermudzkiego wraz z całą, 37-osobową załogą.
  - W Santa Cruz w Boliwii rozbił się transportowy Boeing 707. Zginęło 100 osób, z czego 97 (głównie dzieci) na ziemi.
- 1977 – Palestyńscy terroryści porwali Boeinga 707 linii lotniczych Lufthansa, lecącego z Palma de Mallorca do Frankfurtu nad Menem. Samolot został odbity 5 dni później na lotnisku w Mogadiszu przez niemiecką jednostkę specjalną, a troje z czworga terrorystów zastrzelono.
- 1978 – Uchwalono konstytucję Suazi.
- 1982 – Na granicy brazylijsko-paragwajskiej ukończono budowę zapory wodnej Itaipu na rzece Parana.
- 1983:
  - Komunistyczny zamach stanu na Grenadzie.
  - Radziecka interwencja w Afganistanie: w odwecie za zabicie radzieckiego żołnierza zamordowano 126 mieszkańców wsi Kolczabad, Muszkizai i Timur Kalacza.
- 1989 – Premiery filmów: I kto to mówi w reżyserii Amy Heckerling i Zabić księdza w reżyserii Agnieszki Holland.
- 1990 – Wojska syryjskie zaatakowały siły generała Michela Aouna w Libanie, w wyniku czego zginęło ponad 500 osób.
- 1991 – W Bułgarii odbyły się pierwsze po wojnie wolne wybory parlamentarne.
- 1996 – Premiera filmu biograficznego Skandalista Larry Flynt w reżyserii Miloša Formana.
- 1999:
  - Senat Stanów Zjednoczonych nie zgodził się na ratyfikację Traktatu o całkowitym zakazie prób z bronią jądrową (CTBT).
  - Papież Jan Paweł II erygował na Białorusi diecezję witebską.
- 2002 – Niemiec Michael Schumacher został po raz piąty mistrzem świata Formuły 1.
- 2003 – Ruszyła albańska Wikipedia.
- 2005 – 137 osób zginęło w walkach po ataku czeczeńskich separatystów na miasto Nalczyk (Kabardo-Bałkaria).
- 2006:
  - Bangladeski ekonomista i pionier mikrokredytów Muhammad Yunus oraz założony przez niego Grameen Bank otrzymali Pokojową Nagrodę Nobla.
  - Minister spraw zagranicznych Korei Południowej Ban Ki-moon został wybrany na stanowisko sekretarza generalnego ONZ.
- 2007 – W niemieckim Gelsenkirchen odbyło się 100. żużlowe Grand Prix.
- 2010 – Wydobyto na powierzchnię wszystkich 33 górników uwięzionych pod ziemią od czasu tąpnięcia 5 sierpnia w kopalni miedzi i złota w Copiapó w Chile.
- 2011:
  - 28 osób zginęło, a 4 zostały ranne w katastrofie lotu Airlines PNG 1600 na wschodnim wybrzeżu Papui-Nowej Gwinei:
  - Król Bhutanu Jigme Khesar Namgyel Wangchuck poślubił Dziecyn Pemę.
- 2012 – Prezydent Mauretanii Muhammad uld Abd al-Aziz został ranny w wyniku ostrzelania jego konwoju.
- 2013 – W pobliżu świątyni Ratangarh koło miasta Datia w indyjskim stanie Madhya Pradesh zostało stratowanych 115 pielgrzymów, a 110 odniosło rany.
- 2019 – Kenijka Brigid Kosgei ustanowiła w Chicago rekord świata w biegu maratońskim (2:14:04).
- 2021 – Papież Franciszek podpisał osiem dekretów w tym dekret uznający cud za wstawiennictwem Albino Lucianiego (Jana Pawła I), co oznacza w późniejszym czasie jego beatyfikację.
- 2022 – Abdul Latif Raszid został wybrany przez parlament na urząd prezydenta Iraku.

## Urodzili się
- 1162 – Eleonora, królowa Kastylii i Toledo (zm. 1214)
- 1381 – Thomas FitzAlan, angielski arystokrata, polityk (zm. 1415)
- 1453 – Edward Westminster, książę Walii (zm. 1471)
- 1474 – Mariotto Albertinelli, włoski malarz (zm. 1515)
- 1499 – Klaudia Walezjuszka, księżna Bretanii, królowa Francji (zm. 1524)
- 1537 – Giulio Mancinelli, włoski jezuita (zm. 1618)
- 1563 – Franciszek Caracciolo, włoski duchowny katolicki, święty (zm. 1608)
- 1598 – Fryderyk Alembek, polski teolog, filozof, dziekan, kanonik, wikariusz królewski, kantor (zm. 1672)
- 1610 – Giacomo de Angelis, włoski duchowny katolicki, arcybiskup Urbino, kardynał (zm. 1695)
- 1613:
  - Ludwika de Guzman, królowa Portugalii (zm. 1666)
  - Karol Ferdynand Waza, królewicz polski, biskup wrocławski i płocki, książę nyski, książę opolsko-raciborski, książę pułtuski, opat komendatoryjny czerwiński, mogilski i tyniecki, pan na Żywcu (zm. 1655)
- 1660 – Joachim Zygmunt von Ziegler-Klipphausen, niemiecki arystokrata, szambelan króla Augusta II Mocnego (zm. 1734)
- 1661 – Cornelius Steenoven, holenderski duchowny starokatolicki, arcybiskup Utrechtu, teolog (zm. 1725)
- 1676 – Michał Apafy II, książę Siedmiogrodu (zm. 1713)
- 1679 – Magdalena Augusta Anhalt-Zerbst, księżna Saksonii-Gothy-Altenburga (zm. 1740)
- 1680 – Katarzyna Opalińska, królowa Polski, księżna Lotaryngii i Baru (zm. 1747)
- 1685 – Henri François le Dran, francuski chirurg wojskowy (zm. 1770)
- 1691 – Hannibal August von Schmertzing, królewsko-polski i elektorsko-saski szambelan, właściciel dóbr rycerskich (zm. 1756)
- 1696 – John Hervey, brytyjski arystokrata, polityk, pisarz (zm. 1743)
- 1698 – Giacomo Ceruti, włoski malarz (zm. 1767)
- 1703 – Andrea Belli, maltański architekt, przedsiębiorca (zm. 1772)
- 1713 – Allan Ramsay, szkocki malarz portrecista, rysownik (zm. 1784)
- 1728 – Guillaume-François Le Trosne, francuski prawnik, ekonomista (zm. 1780)
- 1734 – Maciej Kamieński, polski kompozytor, pedagog pochodzenia słowackiego (zm. 1821)
- 1745 – Armand Marc de Montmorin Saint-Hérem, francuski polityk, dyplomata (zm. 1792)
- 1764 – Jan Kanty Adam Lubieniecki, polski hrabia, polityk (zm. 1845)
- 1771 – Johann Fischer von Waldheim, niemiecki anatom, entomolog, paleontolog (zm. 1853)
- 1773 – Łukasz Gołębiowski, polski etnograf, historyk, bibliotekarz, tłumacz, pamiętnikarz (zm. 1849)
- 1776 – Peter Barlow, brytyjski matematyk, fizyk (zm. 1862)
- 1783 – Antoni Jankowski, polski szwoleżer (zm. 1831)
- 1785 – Maria Anna Amalie von Hessen-Homburg, księżniczka Hesji-Homburg, księżna Prus (zm. 1846)
- 1792 – Moritz Hauptmann, niemiecki kompozytor, pedagog (zm. 1868)
- 1796 – Anders Retzius, szwedzki anatom, antropolog (zm. 1860)
- 1801 – Pierre-François Beauvallet, francuski malarz, aktor, dramaturg (zm. 1873)
- 1803:
  - Rafał Hadziewicz, polski malarz (zm. 1886)
  - Augustin-Norbert Morin, kanadyjski prawnik, sędzia, polityk (zm. 1865)
- 1805 – Stefan Garczyński, polski poeta (zm. 1833)
- 1814:
  - Aleksander Jan Hauke, polski generał major w służbie rosyjskiej, prezes Warszawskich Teatrów Rządowych (zm. 1868)
  - Andrzej Rosicki, polski samorządowiec, prezydent Łodzi (zm. 1904)
  - Franciszek Maksymilian Sobieszczański, polski historyk (zm. 1878)
- 1818:
  - Artur Bartels, polski satyryk, pieśniarz, rysownik (zm. 1885)
  - Teofil Magdziński, polski polityk, prawnik, konspirator (zm. 1889)
- 1821 – Rudolf Virchow, niemiecki patolog, antropolog (zm. 1902)
- 1822 – Luigi Giordani, włoski duchowny katolicki, arcybiskup Ferrary, kardynał (zm. 1893)
- 1824 – Sara Słonimska, polska poetka pochodzenia żydowskiego (zm. 1897)
- 1826 – Charles Worth, brytyjski projektant mody (zm. 1895)
- 1827 – Giuseppe Fanelli, włoski inżynier, architekt, polityk (zm. 1877)
- 1835:
  - Alphonse Milne-Edwards, francuski zoolog, paleontolog, ornitolog (zm. 1900)
  - Agnieszka Wirtemberska, niemiecka księżniczka (zm. 1886)
- 1845:
  - Edward Przanowski, polski inżynier, architekt (zm. 1929)
  - Karol Żuławski, polski psychiatra (zm. 1914)
- 1846 – Julia Salzano, włoska zakonnica, święta (zm. 1929)
- 1847:
  - Arthur Acland, brytyjski arystokrata, polityk (zm. 1926)
  - Edward Woyniłłowicz, polski i białoruski działacz społeczno-gospodarczy (zm. 1928)
- 1854 – Kingo Tatsuno, japoński architekt (zm. 1919)
- 1855:
  - Marek Arnsztajn, polski lekarz, działacz polityczny i społeczny pochodzenia żydowskiego (zm. 1930)
  - Adolf Warschauer, niemiecki historyk, archiwista pochodzenia żydowskiego (zm. 1930)
- 1856 – Franciszek Ramisch, polski przemysłowiec, działacz gospodarczy pochodzenia niemieckiego (zm. 1932)
- 1858 – Cleto González Víquez, kostarykański adwokat, polityk, prezydent Kostaryki (zm. 1937)
- 1859 – Józef Marian Geisler, polski lekarz (zm. 1924)
- 1860 – Jakow Goldblatt, rosyjski malarz, pedagog, emigrant (zm. 1929)
- 1862:
  - John Rogers Commons, amerykański socjolog, ekonomista, wykładowca akademicki, doradca polityczny (zm. 1945)
  - Mary Kingsley, brytyjska podróżniczka, pisarka (zm. 1900)
- 1863 – William P. Spratling, amerykański neurolog, epileptolog (zm. 1915)
- 1865 – Perry Greeley Holden, amerykański agronom (zm. 1959)
- 1867 – Ramón Maximiliano Valdés, panamski polityk, prezydent Panamy (zm. 1918)
- 1869:
  - Władimir Komarow, rosyjski botanik, geograf, podróżnik, wykładowca akademicki, polityk (zm. 1945)
  - Maciej Mielżyński, polski hrabia, podpułkownik, powstaniec śląski (zm. 1944)
  - William Alphonso Murrill, amerykański mykolog, wykładowca akademicki (zm. 1957)
- 1871 – Daiun Sogaku Harada, japoński mistrz zen (zm. 1961)
- 1872:
  - Víctor Manuel Román y Reyes, nikaraguański polityk, prezydent Nikaragui (zm. 1950)
  - Cezary Szyszko, polski prawnik, działacz społeczny (zm. 1938)
- 1877 – Johannes Esser, holenderski lekarz, chirurg plastyczny, szachista, kolekcjoner dzieł sztuki (zm. 1946)
- 1878 – Stepan Szaumian, ormiański dziennikarz, działacz komunistyczny (zm. 1918)
- 1879:
  - Edward Hennig, amerykański gimnastyk (zm. 1960)
  - Karl Jenne, niemiecki taternik (zm. 1911)
- 1880:
  - Franciszek Niklewicz, polski historyk, działacz polonijny (zm. 1945)
  - Zoltán Schenker, węgierski szermierz (zm. 1966)
- 1882 – Viggo Brun, norweski matematyk (zm. 1978)
- 1886 – Edward Mąkosza, polski kompozytor, dyrygent, organista, pedagog, etnomuzykolog (zm. 1974)
- 1887 – Jozef Tiso, słowacki duchowny katolicki, polityk, prezydent Słowacji, zbrodniarz wojenny (zm. 1947)
- 1888:
  - Eric Crockford, brytyjski hokeista na trawie (zm. 1958)
  - Jazep Drazdowicz, białoruski malarz, grafik, rzeźbiarz (zm. 1954)
- 1889:
  - Florence Horsbrugh, brytyjska polityk (zm. 1969)
  - Tadeusz Korpal, polski malarz, pedagog (zm. 1977)
- 1890:
  - Victor Henry Huston, irlandzki pilot wojskowy, as myśliwski (zm. 1941)
  - Gösta Nystroem, szwedzki kompozytor, malarz (zm. 1966)
- 1891:
  - Roman Cieszyński, rotmistrz Wojska Polskiego (zm. 1925)
  - Stanisława Lubicz-Sarnowska, polska aktorka (zm. 1958)
  - Irene Rich, amerykańska aktorka (zm. 1988)
- 1893:
  - Maria Szpyrkówna, polska poetka, pisarka (zm. 1977)
  - Siergiej Urałow, radziecki polityk (zm. 1969)
  - Hans Severus Ziegler, niemiecki publicysta, dyrektor artystyczny, nauczyciel, funkcjonariusz nazistowski (zm. 1978)
- 1894:
  - Franjo Kogoj, chorwacki dermatolog, wykładowca akademicki pochodzenia żydowskiego (zm. 1983)
  - Hermann Voss, niemiecki anatom, histolog, wykładowca akademicki (zm. 1987)
- 1895:
  - Cemal Gürsel, turecki generał, polityk, prezydent Turcji (zm. 1966)
  - Władimir Kurdiumow, radziecki generał-lejtnant, polityk (zm. 1970)
  - Kurt Schumacher, niemiecki polityk (zm. 1952)
  - Robert Heinrich Wagner, niemiecki polityk nazistowski (zm. 1946)
  - Calle Westergren, szwedzki zapaśnik (zm. 1958)
- 1896:
  - Jadwiga Beck, polska pisarka, dziennikarka (zm. 1974)
  - Alfred Nowacki, polski fabrykant, działacz konspiracyjny (zm. 1945)
  - Józef Maria Segura Penadés, hiszpański duchowny katolicki, męczennik, błogosławiony (zm. 1936)
- 1897:
  - Gunnar Jansson, szwedzki lekkoatleta, młociarz (zm. 1953)
  - Emil Andrzej Ruecker, polski dziennikarz, publicysta, urzędnik państwowy (zm. 1934)
- 1898:
  - Daisuke Itō, japoński reżyser filmowy (zm. 1981)
  - Edward Szabelski, polski duchowny katolicki, kapelan wojskowy (zm. 1942)
- 1899:
  - Edward Bettmann, polski działacz socjalistyczny, związkowy i samorządowy, polityk, poseł na Sejm RP (zm. 1945)
  - Piero Dusio, włoski piłkarz, działacz piłkarski, kierowca wyścigowy, przedsiębiorca (zm. 1975)
- 1900:
  - Gizela Grimaldi, księżna Monako (zm. 1991)
  - Carlos Saladrigas, kubański prawnik, polityk, premier Kuby (zm. 1956)
- 1902:
  - Edward Bill, polski piłkarz (zm. ok. 1966)
  - Gurli Ewerlund, szwedzka pływaczka (zm. 1985)
  - Franco Giorgetti, włoski kolarz torowy i szosowy (zm. 1983)
  - Shigeyoshi Suzuki, japoński piłkarz, trener (zm. 1971)
  - Karol Alexandrowicz, polsko-brytyjski prawnik i badacz prawa międzynarodowego (zm. 1975)
- 1903:
  - Harold Byrns, niemiecko-amerykański dyrygent (zm. 1977)
  - Takiji Kobayashi, japoński pisarz, działacz proletariacki (zm. 1933)
  - Zdzisław Pazdro, polski hydrogeolog (zm. 1987)
- 1904 – Kaisu Leppänen, fińska aktorka (zm. 1993)
- 1905:
  - Jean Rupp, francuski duchowny katolicki, biskup Monako, nuncjusz apostolski (zm. 1983)
  - Einar Snitt, szwedzki piłkarz (zm. 1973)
- 1906 – Tadeusz Rek, polski prawnik, publicysta, polityk, wiceminister sprawiedliwości, poseł na Sejm PRL (zm. 1968)
- 1907:
  - Yves Allégret, francuski reżyser i scenarzysta filmowy, montażysta, operator dźwięku (zm. 1987)
  - Margit Dajka, węgierska aktorka (zm. 1986)
  - Iwan Hadżijski, bułgarski socjolog, psycholog, publicysta (zm. 1944)
- 1908:
  - Jan Foltys, czeski szachista (zm. 1952)
  - Henryk Morant Pellicer, hiszpański duchowny katolicki, męczennik, błogosławiony (zm. 1936)
  - Julian Nieć, polski porucznik rezerwy piechoty, historyk (zm. 1939)
  - Edward Otto, polski matematyk (zm. 1986)
- 1909 – Art Tatum, amerykański pianista jazzowy (zm. 1956)
- 1910:
  - Ernest K. Gann, amerykański pilot, pisarz (zm. 1991)
  - Magnar Isaksen, norweski piłkarz (zm. 1979)
  - Tex McCrary, amerykański dziennikarz (zm. 2003)
  - Papaji, hinduski nauczyciel duchowy (zm. 1997)
  - Poul Sommer, duński pilot wojskowy (zm. 1979)
  - Freddie Wolff, brytyjski lekkoatleta, sprinter (zm. 1988)
- 1911:
  - Tadeusz Chyliński, polski konstruktor lotniczy (zm. 1978)
  - Migjeni, albański poeta (zm. 1938)
  - Anna Ptaszycka, polska architekt (zm. 1967)
  - Marzena Skotnicówna, polska taterniczka (zm. 1929)
- 1912:
  - Zbigniew Gaugusch, polski profesor weterynarii (zm. 1982)
  - Edward Serwański, polski historyk, działacz społeczny, polityk (zm. 2000)
- 1913:
  - Pierre Jaïs, francuski brydżysta, pisarz (zm. 1988)
  - Zbigniew Krukowski, polski kompozytor (zm. 1995)
  - Cyril Toumanoff, rosyjsko-amerykański historyk, mediewista, armenista, bizantynolog, iranista (zm. 1997)
  - Evelyn Venable, amerykańska aktorka (zm. 1993)
- 1914 – Witold Domański, polski dziennikarz sportowy (zm. 2008)
- 1915 – Cornel Wilde, amerykański aktor, reżyser filmowy (zm. 1989)
- 1917 – Edward Haratym, polski jezuita, biblista (zm. 1992)
- 1918:
  - Jewgienij Agranowicz, rosyjski kompozytor, bard, prozaik, poeta, scenarzysta filmowy (zm. 2010)
  - Jack MacGowran, irlandzki aktor (zm. 1973)
  - Robert Walker, amerykański aktor (zm. 1951)
- 1919:
  - Gunnar Garpö, szwedzki bobsleista (zm. 1976)
  - Hans Hermann Groër, austriacki duchowny katolicki, arcybiskup Wiednia, kardynał (zm. 2003)
- 1920:
  - Laraine Day, amerykańska aktorka (zm. 2007)
  - Joanis Dzunis, grecki prawnik, dyplomata, polityk, eurodeputowany (zm. 2007)
  - Wanda Leopold, polska polonistka, krytyk literacki, socjolog kultury, porucznik AK, działaczka opozycji demokratycznej (zm. 1977)
- 1921:
  - Edith Farkas, węgierska meteorolog (zm. 1993)
  - Jaroslav Juhan, gwatemalski kierowca wyścigowy pochodzenia czeskiego (zm. 2011)
  - Yves Montand, francuski aktor, piosenkarz pochodzenia włoskiego (zm. 1991)
  - Anna Nikandrowa, radziecka starszy porucznik (zm. 1944)
  - Bill Thomas, amerykański kostiumograf (zm. 2000)
- 1922:
  - Nathaniel Clifton, amerykański koszykarz (zm. 1990)
  - Blanka Kaczorowska, polska kolaborantka nazistowska, agentka i denuncjatorka Gestapo w AK, tajna współpracowniczka SB (zm. 2002 lub 04)
  - Gilberto Mendes, brazylijski kompozytor (zm. 2016)
- 1923:
  - Cyril Shaps, brytyjski aktor radiowy, telewizyjny i filmowy (zm. 2003)
  - Faas Wilkes, holenderski piłkarz (zm. 2006)
- 1924:
  - Edward Hołda, polski pisarz (zm. 2016)
  - Jerzy Kurczewski, polski muzykolog, założyciel Poznańskiego Chóru Chłopięcego (zm. 1995)
  - Harry Schein, austriacko-szwedzki teoretyk filmu, pisarz pochodzenia żydowskiego (zm. 2006)
- 1925:
  - Lenny Bruce, amerykański komik estradowy (zm. 1966)
  - Carlos Robles Piquer, hiszpański polityk, dyplomata, minister edukacji i nauki, eurodeputowany (zm. 2018)
  - Margaret Thatcher, brytyjska polityk, premier Wielkiej Brytanii (zm. 2013)
- 1926:
  - Ray Brown, amerykański kontrabasista jazzowy, kompozytor, producent i menedżer muzyczny (zm. 2002)
  - Stan Kowalski, amerykański wrestler (zm. 2017)
  - Władysław Kowalski, kanadyjski wrestler pochodzenia polskiego (zm. 2008)
- 1927:
  - Lee Konitz, amerykański saksofonista jazzowy (zm. 2020)
  - Turgut Özal, turecki polityk, premier i prezydent Turcji (zm. 1993)
  - Edward Roguszczak, polski rzeźbiarz, ceramik (zm. 1997)
- 1928:
  - Lana Ghoghoberidze, gruzińska reżyserka i scenarzystka filmowa
  - Edward Rauch, polski aktor, muzyk (zm. 1985)
  - Alina Witkowska, polska eseistka, historyk literatury (zm. 2011)
- 1929 – Teresa Stanek, polska działaczka kombatancka i samorządowa, porucznik WP, uczestniczka powstania warszawskiego (zm. 2023)
- 1930:
  - Teresa Lubkiewicz-Urbanowicz, polska pisarka (zm. 2023)
  - John Veevers, australijski geolog (zm. 2018)
- 1931:
  - Dritëro Agolli, albański poeta, dziennikarz, scenarzysta filmowy (zm. 2017)
  - Zenon Ciesielski, polski skandynawista, wykładowca akademicki
  - (lub 14 października) István Gulyás, węgierski tenisista (zm. 2000)
  - Raymond Kopa, francuski piłkarz pochodzenia polskiego (zm. 2017)
- 1932:
  - Heinrich Janssen, niemiecki duchowny katolicki, biskup pomocniczy Münster (zm. 2021)
  - Dušan Makavejev, serbski reżyser i scenarzysta filmowy (zm. 2019)
  - Lars Olsson, szwedzki biegacz narciarski
  - John G. Thompson, amerykański matematyk, wykładowca akademicki
- 1933:
  - Adam Kaczyński, polski pianista, kompozytor, pedagog (zm. 2010)
  - Mark Zacharow, rosyjski aktor, dramaturg, scenarzysta, reżyser filmowy i teatralny (zm. 2019)
- 1934:
  - Jack Colvin, amerykański aktor (zm. 2005)
  - Nana Muschuri, grecka piosenkarka
  - Mieczysław Nowakowski, polski dyrygent (zm. 2017)
- 1935:
  - Henryk Pietrzak, polski generał brygady pilot (zm. 2020)
  - Antonín Přidal, czeski pisarz, publicysta, tłumacz (zm. 2017)
- 1936:
  - Elizabeth Furse, amerykańska polityk (zm. 2021)
  - Christine Nöstlinger, austriacka dziennikarka, pisarka, autorka książek dla dzieci (zm. 2018)
  - Waldemar Preiss, polski duchowny luterański, tłumacz ksiąg biblijnych (zm. 2024)
- 1937:
  - Edward Balcerzan, polski prozaik, poeta, krytyk literacki
  - Sami Frey, francuski aktor, komik pochodzenia polsko-żydowskiego
  - Jan Jagielski, polski geochemik, działacz społeczny, publicysta (zm. 2021)
  - Rudolf Seiters, niemiecki prawnik, polityk
- 1938 – Christiane Hörbiger, austriacka aktorka (zm. 2022)
- 1939:
  - Edgeir Benum, norweski historyk, wykładowca akademicki (zm. 2024)
  - Melinda Dillon, amerykańska aktorka (zm. 2023)
  - Jan Drabina, polski historyk, mediewista, religioznawca
  - Giorgio La Malfa, włoski polityk
- 1940:
  - Jan Błuszkowski, polski socjolog, wykładowca akademicki (zm. 2011)
  - Chris Farlowe, brytyjski wokalista, kompozytor, autor tekstów, członek zespołu Atomic Rooster
  - Pharoah Sanders, amerykański saksofonista i kompozytor jazzowy (zm. 2022)
- 1941:
  - Neil Aspinall, brytyjski producent muzyczny (zm. 2008)
  - Mick Doyle, irlandzki rugbysta (zm. 2004)
  - Robert Hunter, kanadyjski dziennikarz, pisarz, ekolog, prezydent Greenpeace (zm. 2005)
  - Paul Simon, amerykański piosenkarz
- 1942:
  - Leszek Dziamski, polski weterynarz, polityk, poseł na Sejm RP
  - Franczeska Jarbusowa, rosyjska scenografka filmowa
  - Jerry Jones, amerykański przedsiębiorca
  - Andreas Laun, austriacki duchowny katolicki, biskup pomocniczy Salzburga (zm. 2024)
  - Julian Lewiński, polski generał brygady
  - Zdzisław Pawlak, polski duchowny katolicki, filozof, etyk, wykładowca akademicki (zm. 2024)
  - Jan Kanty Pawluśkiewicz, polski kompozytor
  - Pamela Tiffin, amerykańska aktorka (zm. 2020)
- 1943:
  - Joseph Chennoth, indyjski duchowny katolicki, arcybiskup, nuncjusz apostolski (zm. 2020)
  - Grzegorz Gazda, polski historyk literatury (zm. 2020)
  - Mirosław Małachowski, polski chemik, polityk, poseł na Sejm RP (zm. 2015)
  - Peter Sauber, szwajcarski przedsiębiorca
- 1944:
  - Bud Allin, amerykański golfista (zm. 2007)
  - Robert Lamm, amerykański muzyk, członek zespołu Chicago
- 1945:
  - Dési Bouterse, surinamski wojskowy, polityk, prezydent Surinamu (zm. 2024)
  - Christophe, francuski piosenkarz (zm. 2020)
  - Hisako Higuchi, japońska golfistka
- 1946:
  - Adri Duyker, holenderski kolarz szosowy
  - Mirosław Krajewski, polski historyk, politolog, wydawca, samorządowiec, polityk, poseł na Sejm RP
  - Sylvie Mayer, francuska biolog, polityk, eurodeputowana
  - Jan Wirix-Speetjens, holenderski duchowny starokatolicki, biskup Haarlemu (zm. 2008)
- 1947:
  - Sammy Hagar, amerykański wokalista, gitarzysta, członek zespołu Van Halen
  - Zbigniew Jasiukiewicz, polski siatkarz (zm. 2005)
  - Jolanta Popiołek, polska pedagog, polityk, senator RP (zm. 2025)
  - Valéry Vienneau, kanadyjski duchowny katolicki, arcybiskup Moncton
- 1948:
  - Andrzej Błaszczyk, polski aktor (zm. 1999)
  - Krystyna Kacperczyk, polska lekkoatletka, sprinterka i płotkarka
  - Nusrat Fateh Ali Khan, pakistański śpiewak qawwali (zm. 1997)
  - Salvatore Ligorio, włoski duchowny katolicki, arcybiskup Potenzy
  - Nina Roczewa, rosyjska biegaczka narciarska (zm. 2022)
  - Pete Spencer, brytyjski perkusista, kompozytor, członek zespołu Smokie
- 1949:
  - Nana Aleksandria, gruzińska szachistka, sędzina
  - Leif Andersson, szwedzki zapaśnik
  - Edoardo Aldo Cerrato, włoski duchowny katolicki, biskup Ivrei
  - Aldona Česaitytė-Nenėnienė, litewska piłkarka ręczna (zm. 1999)
  - Sean Chen, tajwański ekonomista, polityk, premier Tajwanu
  - Joaquim Ferreira Lopes, portugalski duchowny katolicki, biskup Viany w Angoli
  - Daniel Giger, szwajcarski szpadzista
  - Patrick Nève, belgijski kierowca wyścigowy (zm. 2017)
  - Silvia Pasquel, meksykańska aktorka
- 1950:
  - Andrzej Borowski, polski polityk, poseł na Sejm RP
  - Tadeusz Doktór, polski psycholog, socjolog religii, pisarz (zm. 2007)
  - Annegret Richter, niemiecka sprinterka
  - Rolf Rüssmann, niemiecki piłkarz (zm. 2009)
- 1951:
  - Walter Chełstowski, polski reżyser i producent telewizyjny
  - Johann Kniewasser, austriacki narciarz alpejski (zm. 2012)
  - Elie Onana, kameruński piłkarz (zm. 2018)
- 1952:
  - Duncan Gibbins, brytyjski reżyser filmowy (zm. 1993)
  - Beverly Johnson, amerykańska modelka, aktorka
  - Mychajło Wyszywaniuk, ukraiński polityk (zm. 2016)
- 1953:
  - Francisco Eduardo Cervantes Merino, meksykański duchowny katolicki, biskup Orizaby
  - Stanisław Dziedzic, polski historyk literatury, kulturoznawca, publicysta (zm. 2021)
  - Jürgen Klute, niemiecki pastor, polityk
  - Lech Lutogniewski, polski dziennikarz, reporter, konferansjer (zm. 2006)
  - Oscar Solis, amerykański duchowny katolicki pochodzenia filipińskiego, biskup Salt Lake City
- 1954:
  - Hajsam ibn Tarik Al Sa’id, sułtan Omanu
  - Mordechaj Vanunu, izraelski inżynier, sygnalista
- 1955:
  - Joaquín Caparrós, hiszpański, piłkarz, trener
  - Patrick Dewael, belgijski i flamandzki polityk
  - Detlef Michel, niemiecki lekkoatleta, oszczepnik
  - Andrzej Pawlak, polski fizyk
  - Krzysztof Surlit, polski piłkarz, trener (zm. 2007)
- 1956:
  - Chris Carter, amerykański reżyser, scenarzysta i producent filmowy
  - Danny Pieters, belgijski i flamandzki polityk
- 1957:
  - Jackson Fiulaua, salamoński polityk
  - Edward Gruszka, polski generał brygady
  - Jarosław Książek, polski historyk, dyplomata
  - Eduardo Malásquez, peruwiański piłkarz
  - Mr. Collipark, amerykański producent hip-hopowy
  - Reggie Theus, amerykański koszykarz, trener, analityk
  - Zbigniew Zarębski, polski inżynier i samorządowiec, polityk, poseł na Sejm RP
- 1958:
  - Ana Bertha Espín, meksykańska aktorka telewizyjna
  - Maria Cantwell, amerykańska polityk, senator
  - Dżamal Chaszukdżi, saudyjski dziennikarz, komentator polityczny (zm. 2018)
  - Stanisław Ciesielski, polski rolnik, polityk, poseł na Sejm RP
  - Dwayne Evans, amerykański lekkoatleta, sprinter
  - Heleen Hage, holenderska kolarka szosowa
  - Edward Müller, polski związkowiec, polityk, poseł na Sejm RP
  - Stanisław Rakoczy, polski polityk, wicemarszałek województwa opolskiego
  - Rafał Stradomski, polski kompozytor, pianista, pisarz
- 1959:
  - Massimo Bonini, sanmaryński piłkarz
  - Charles Brown, amerykański duchowny katolicki, biskup, nuncjusz apostolski
  - Marie Osmond, amerykańska piosenkarka, aktorka
  - Rudolf Pierskała, polski duchowny katolicki, biskup pomocniczy opolski
  - Wayne Pygram, australijski aktor
- 1960:
  - Joey Belladonna, amerykański muzyk, wokalista pochodzenia włoskiego, członek zespołu Anthrax
  - Otto Guevara, kostarykański polityk
  - Vicky Hartzler, amerykańska polityk, kongreswoman
  - Nelson Vails, amerykański kolarz torowy
- 1961:
  - Derek Harper, amerykański koszykarz
  - Tommy Karls, szwedzki kajakarz
  - Mirosław Lewandowski, polski prawnik, polityk, poseł na Sejm RP
  - Doc Rivers, amerykański koszykarz, trener
  - Abderrahmane Sissako, maureatański reżyser, scenarzysta i producent filmowy
  - Barbara Szeliga, polska aktorka
- 1962:
  - Paweł Bejda, polski samorządowiec, polityk, poseł na Sejm RP
  - Lance Forman, brytyjski przedsiębiorca, polityk
  - Michael Good, amerykański pilot wojskowy, inżynier, astronauta
  - T’Keyah Crystal Keymáh, amerykańska aktorka
  - Oleg Leszczak, ukraiński językoznawca, slawista
  - Valérie Létard, francuska działaczka samorządowa, polityk
  - Kelly Preston, amerykańska aktorka (zm. 2020)
  - Michèle Tabarot, francuska działaczka samorządowa, polityk
- 1963:
  - Jurij Aleksandrow, rosyjski bokser (zm. 2013)
  - Isabelle Gelinas, kanadyjsko-francuska aktorka
  - Gildardo Gómez, kolumbijski piłkarz
  - Maria Paola Merloni, włoska bizneswoman, polityk
  - Carlos Poblete, chilijski piłkarz, trener
  - Bakytżan Sagintajew, kazachski polityk, premier Kazachstanu
- 1964:
  - Anthony Adaji, nigeryjski duchowny katolicki, biskup Idah
  - Eli Driks, izraelski piłkarz
  - Gabriel Furlán, argentyński kierowca wyścigowy
  - Christopher Judge, amerykański aktor
  - Karl Þorsteins, islandzki szachista
- 1965:
  - Anton Doboș, rumuński piłkarz, trener
  - Mehmet Durakovic, australijski piłkarz, trener pochodzenia czarnogórskiego
  - Siarhiej Hierasimiec, białoruski piłkarz, trener pochodzenia ukraińskiego (zm. 2021)
  - Igor Jagupow, rosyjski szachista
  - Mirosław Kochalski, polski urzędnik, samorządowiec
  - Aleksandra Konieczna, polska aktorka, reżyserka teatralna
  - Johan Museeuw, belgijski kolarz szosowy
  - Marko Prezelj, słoweński alpinista, himalaista, przewodnik alpejski, ratownik górski
- 1966:
  - Baja Mali Knindža, serbski piosenkarz turbofolkowy
  - Jelena Pietrowa, rosyjska judoczka
  - John Regis, brytyjski lekkoatleta, sprinter
- 1967:
  - Cornelia Anken, niemiecka pisarka
  - Aleksander Čeferin, słoweński prawnik, działacz piłkarski, prezydent UEFA
  - Jean-Luc Dogon, francuski piłkarz
  - Kenny Green, amerykański koszykarz
  - Dżamszed Isojew, tadżycki szachista
  - Tomasz Kołodziejczak, polski pisarz science fiction i fantasy
  - Pablo Laso, hiszpański koszykarz, trener
  - Javier Sotomayor, kubański lekkoatleta, skoczek wzwyż
  - Kate Walsh, amerykańska aktorka
- 1968:
  - Karsten Albert, niemiecki saneczkarz
  - Małgorzata Baranowska, polska samorządowiec i urzędniczka, podsekretarz stanu
  - Kay Bluhm, niemiecki kajakarz
  - Tisha Campbell-Martin, amerykańska piosenkarka, aktorka
  - Irina Chudoroszkina, rosyjska lekkoatletka, kulomiotka
  - Carlos Marín, hiszpański wokalista, członek zespołu Il Divo (zm. 2021)
- 1969:
  - Rhett Akins, amerykański wokalista i muzyk country, autor tekstów
  - Todd Babcock, amerykański aktor
  - Agnieszka Frączek, polska autorka książek dla dzieci
  - Piotr Kandyba, polski menedżer, samorządowiec, polityk, radny Sejmiku Województwa Mazowieckiego, poseł na Sejm RP
  - Nancy Kerrigan, amerykańska łyżwiarka figurowa
- 1970:
  - Paweł Beręsewicz, polski autor książek dla dzieci
  - Piotr Gursztyn, polski dziennikarz, publicysta
  - Paul Potts, brytyjski śpiewak operowy
- 1971:
  - Sacha Baron Cohen, brytyjski aktor, komik pochodzenia żydowskiego
  - André Bergdølmo, norweski piłkarz
  - Piros Dimas, grecki sztangista pochodzenia albańskiego
  - Sebastian Fitzek, niemiecki pisarz
  - Jason Friedberg, amerykański reżyser i scenarzysta filmowy
  - Mélinda Jacques-Szabó, węgiersko-francuska piłkarka ręczna
  - Maceo Wyro, polski muzyk awangardowy, didżej (zm. 2014)
- 1972:
  - Fuad Amin, saudyjski piłkarz
  - Anna Armatys, polska wiolonczelistka
  - Filiberto Ascuy, kubański zapaśnik
  - João Ramos, portugalski polityk
  - Summer Sanders, amerykańska pływaczka
  - Rafał Sznajder, polski szablista (zm. 2014)
- 1973:
  - Guillaume Florent, francuski żeglarz sportowy
  - Maciej Friedek, polski policjant, aktor niezawodowy
  - Nanako Matsushima, japońska aktorka
  - Radim Špaček, czeski aktor, producent, scenarzysta i reżyser filmowy
- 1974:
  - Fabio Fabiani, włoski kierowca wyścigowy
  - Milan Kadlec, czeski kolarz torowy i szosowy
  - Mariusz Nosal, polski piłkarz
  - Marius Skinderis, litewski piłkarz
  - Sziraz Tal, izraelska modelka
  - Jason Thompson, amerykański dziennikarz, pisarz, autor komiksów
  - Branden Williams, amerykański aktor
- 1975:
  - Tadahiro Akiba, japoński piłkarz
  - Solomon Haumono, nowozelandzki rugbysta, bokser
  - Szymon (Morozow), rosyjski duchowny prawosławny, biskup szachtyński i millerowski
- 1976:
  - Ronen Har-Cewi, izraelski szachista, trener
  - Carl Robinson, walijski piłkarz, trener
  - Jennifer Sky, amerykańska aktorka
  - Joseph Warren, amerykański zapaśnik
- 1977:
  - Antonio Di Natale, włoski piłkarz
  - DJ Paul, amerykański raper, producent muzyczny
  - Nanthakumar Kalliappan, malezyjski piłkarz
  - Eefke Mulder, holenderska hokeistka na trawie
  - Paul Pierce, amerykański koszykarz
  - Kiele Sanchez, amerykańska aktorka
  - Katrin Wagner-Augustin, niemiecka kajakarka
- 1978:
  - Norberto Araujo, ekwadorski piłkarz pochodzenia argentyńskiego
  - Binia Feltscher, szwajcarska curlerka
  - Marie Ferdinand-Harris, amerykańska koszykarka
  - Markus Heikkinen, fiński piłkarz
  - Anna Matuszewska, polska koszykarka
  - Gisbel Morales, kubański piłkarz
  - Jermaine O’Neal, amerykański koszykarz
  - Jan Šimák, czeski piłkarz
- 1979:
  - Wes Brown, angielski piłkarz
  - Mamadou Niang, senegalski piłkarz
  - Eduardo Adelino da Silva, brazylijski piłkarz
- 1980:
  - Steve Belford, kanadyjski aktor
  - Leandro Cunha, brazylijski judoka
  - Ashanti Douglas, amerykańska piosenkarka, producentka muzyczna, tancerka, poetka, autorka tekstów, aktorka
  - David Haye, brytyjski bokser
  - Rudy Mater, francuski piłkarz
  - Scott Parker, angielski piłkarz
- 1981:
  - Yahya Berrabah, marokański lekkoatleta, skoczek w dal i trójskoczek
  - Remigiusz Jankowski, polski aktor
  - Vytautas Janušaitis, litewski pływak
  - Frank Kvitta, niemiecki didżej, producent muzyczny
  - Dimitris Mujos, grecki wioślarz
- 1982:
  - Kári Árnason, islandzki piłkarz
  - Todd Herremans, amerykański futbolista
  - Małgorzata Kruza, polska judoczka
  - Tamás Kulcsár, węgierski piłkarz
  - Gonzalo Segares, kostarykański piłkarz
  - Ondřej Synek, czeski wioślarz
  - Ian Thorpe, australijski pływak
- 1983:
  - Gonzalo García García, hiszpański piłkarz pochodzenia urugwajskiego
  - Kim Min-Jae, południowokoreański sztangista
  - Alicja Pawlak, polska piłkarka
- 1984:
  - Nicolas Fauvergue, francuski piłkarz
  - Misono Kōda, japońska piosenkarka
  - Anton Kusznir, białoruski narciarz dowolny
  - Gift Leremi, południowoafrykański piłkarz
  - Lumidee, amerykańska piosenkarka
  - Abdullah bin Mutaib, saudyjski książę, jeździec sportowy
  - Frank Simek, amerykański piłkarz
  - Christoph Theuerkauf, niemiecki piłkarz ręczny
  - Laura Tibitanzl, niemiecka wioślarka
- 1985:
  - Michaił Biriukow, rosyjski hokeista, bramkarz
  - Anna Bonciani, włoska wioślarka
  - Diox, polski raper
  - Łukasz Jasiński, polski piłkarz
  - Anke Karstens, niemiecka snowboardzistka
  - Andrej Meszároš, słowacki hokeista
  - Alaksiej Skwierniuk, białoruski piłkarz
- 1986:
  - Gabriel Agbonlahor, angielski piłkarz pochodzenia nigeryjskiego
  - Adán Balbín, peruwiański piłkarz
  - Carlos Banteaux, kubański bokser
  - Petja Cekowa, bułgarska siatkarka
  - Elena Pirozhkova, amerykańska zapaśniczka pochodzenia rosyjskiego
  - Laura Schiavone, włoska wioślarka
  - Kit Weyman, kanadyjski aktor, muzyk
- 1987:
  - Niamh Fahey, irlandzka piłkarka
  - Marta Gajewska, polska koszykarka
  - Nelson Mason, kanadyjski kierowca wyścigowy
  - Yvonne Turner, amerykańska koszykarka
- 1988:
  - Daniel Beichler, austriacki piłkarz
  - Norris Cole, amerykański koszykarz
  - Đông Nhi, wietnamska piosenkarka
  - Václav Pilař, czeski piłkarz
  - Susan Thorsgaard, duńska piłkarka ręczna
  - Elżbieta Zielińska, polska polityk, poseł na Sejm RP
- 1989:
  - Carlos Betancur, kolumbijski kolarz szosowy
  - Breno Borges, brazylijski piłkarz
  - Aleksandr Jerochin, rosyjski piłkarz
  - Jakub Kuśmieruk, polski koszykarz
  - Alexandria Ocasio-Cortez, amerykańska polityk, kongreswoman pochodzenia portorykańskiego
  - Slimane, francuski piosenkarz, autor tekstów pochodzenia algierskiego
  - Nina Szymczyk, polska windsurferka
  - Mirosław Tomczak, polski szablista
- 1990:
  - Lucas Eberle, liechtensteiński piłkarz
  - Remigiusz Golis, polski pięcioboista nowoczesny
  - Filip Kiss, słowacki piłkarz
  - Andrej Rendla, słowacki piłkarz
  - Jakob Silfverberg, szwedzki hokeista
- 1991:
  - Amane Beriso Shankule, etiopska lekkoatletka, biegaczka długodystansowa
  - Diego Domínguez, hiszpański aktor, piosenkarz, tancerz
  - Patrick Konrad, austriacki kolarz szosowy
  - Ewa Rosiak, polska lekkoatletka, skoczkini w dal
- 1992:
  - Modou Barrow, gambijski piłkarz
  - Manuel Feller, austriacki narciarz alpejski
  - Alexandra Herbríková, czeska łyżwiarka figurowa
  - Arthur Maia, brazylijski piłkarz (zm. 2016)
  - Samuel Mikulak, amerykański gimnastyk pochodzenia polskiego
  - Igor Ożyganow, rosyjski hokeista
  - Shelby Rogers, amerykańska tenisistka
  - Carly Wopat, amerykańska siatkarka
- 1993:
  - Alexandra Bunton, australijska koszykarka
  - Joe Ralls, angielski piłkarz
  - Darryl Reynolds, amerykański koszykarz
  - Srđan Spiridonović, austriacki piłkarz
  - Tiffany Trump, amerykańska celebrytka
  - Roh Jae-won, południowokoreański aktor
- 1994:
  - Jessica Caicedo, kubańska pięściarka
  - Kübra Caliskan, turecka siatkarka
  - Callum Paterson, szkocki piłkarz
  - Karolina Puss, polska koszykarka
  - Yūta Watanabe, japoński koszykarz
- 1995:
  - Jegor Bazin, rosyjski łyżwiarz figurowy
  - Park Ji-min, południowokoreański wokalista, tancerz, członek zespołu BTS
  - Veronika Trnková, czeska siatkarka
- 1996 – Joshua Wong, hongkoński aktywista polityczny
- 1997 – Johanne Killi, norweska narciarka dowolna
- 1998 – Siergiej Ardaszew, rosyjski biegacz narciarski
- 1999:
  - Moses Brown, amerykański koszykarz
  - Andrew Capobianco, amerykański skoczek do wody pochodzenia włoskiego
  - David Duke, amerykański koszykarz
  - Zsombor Piros, węgierski tenisista
  - Andreas Poulsen, duński piłkarz
- 2000:
  - Rahmat Erwin Abdullah, indonezyjski sztangista
  - Muhamed Almunzer, sudański piłkarz
  - Tomáš Macháč, czeski tenisista
- 2001:
  - Jaylen Clark, amerykański koszykarz
  - Caleb McLaughlin, amerykański aktor, piosenkarz
  - Paolo Reyna, peruwiański piłkarz
  - Cameron Thomas, amerykański koszykarz
  - Hákon Rafn Valdimarsson, islandzki piłkarz, bramkarz
- 2003 – Martyna Czyrniańska, polska siatkarka
- 2004 – Ben Mertens, belgijski snookerzysta
- 2009 – Alice Lee, amerykańska szachistka pochodzenia chińskiego

## Zmarli
- 54 – Klaudiusz, cesarz rzymski (ur. 10 p.n.e.)
- 996 – Abu Mansoor Nizar al-Aziz Billah, kalif z dynastii Fatymidów (ur. 955)
- 1093 – Robert I Fryzyjski, hrabia Flandrii (ur. 1028 lub 33)
- 1138 – Gerard z Clairvaux, francuski cysters, błogosławiony (ur. ?)
- 1282 – Nichiren Daishōnin, japoński mnich, reformator buddyzmu, myśliciel (ur. 1222)
- 1382 – Piotr II, król Cypru (ur. 1354 lub 57)
- 1415 – Thomas FitzAlan, angielski arystokrata, polityk (ur. 1381)
- 1453 – Jakub I, margrabia Badenii (ur. 1407)
- 1467 – Mikołaj Łabuński, polski duchowny katolicki, biskup kamieniecki (ur. ?)
- 1503 – Magdalena Panattieri, włoska tercjarka dominikańska, błogosławiona (ur. 1443)
- 1562 – Claudin de Sermisy, francuski kompozytor (ur. ok. 1490)
- 1592 – Anna, księżniczka pomorska, księżna anhalcka na Zerbst, burgrabina Miśni, hrabina Barby na Mühlingen (ur. 1531)
- 1605 – Teodor Beza, francuski teolog i reformator protestancki (ur. 1519)
- 1649 – Piotr Zbylitowski, polski satyryk, poeta (ur. 1569)
- 1678 – (data pogrzebu) Caesar van Everdingen, holenderski malarz (ur. ok. 1616)
- 1687 – Geminiano Montanari, włoski astronom, matematyk (ur. 1633)
- 1694 – Johann Christoph Pezel, niemiecki muzyk, kompozytor (ur. 1639)
- 1702 – Zofia Luiza, księżniczka wirtemberska, margrabina Bayreuth (ur. 1642)
- 1705 – Michał Stefan Radziejowski, polski duchowny katolicki, arcybiskup gnieźnieński, prymas Polski, kardynał, podkanclerzy koronny (ur. 1645)
- 1706 – Jozue I Wielki, cesarz Etiopii (ur. 1682)
- 1715 – Nicolas Malebranche, francuski duchowny katolicki, filozof (ur. 1638)
- 1717 – Wolfgang Caspar Printz, niemiecki kompozytor, teoretyk muzyki (ur. 1641)
- 1738 – Stanisław Józef Hozjusz, polski duchowny katolicki, biskup sufragan przemyski, biskup inflancko-piltyński, kamieniecki i poznański (ur. 1674)
- 1750 – Antoni Mycielski, polski szlachcic, polityk (ur. ?)
- 1777 – Dismas Hataš, czeski skrzypek, kompozytor (ur. 1724)
- 1795 – William Prescott, amerykański pułkownik (ur. 1726)
- 1797 – Katarzyna Kuropatnicka, polska pisarka, działaczka społeczna (ur. 1732)
- 1810 – Jan Nikodem Łopaciński, polski szlachcic, polityk (ur. 1747)
- 1812 – Isaac Brock, brytyjski generał (ur. 1769)
- 1815 – Joachim Murat, francuski dowódca wojskowy, marszałek Francji, książę Bergu, król Neapolu (ur. 1767)
- 1817 – Julius Caesar Ibbetson, brytyjski malarz (ur. 1759)
- 1822 – Antonio Canova, włoski rzeźbiarz, malarz, architekt (ur. 1757)
- 1825 – Maksymilian I Józef Wittelsbach, król Bawarii (ur. 1756)
- 1828 – Vincenzo Monti, włoski poeta, prozaik, dramaturg, tłumacz (ur. 1754)
- 1853 – Pierre Fontaine, francuski architekt (ur. 1762)
- 1859 – Antoni Lesznowski, polski wydawca prasowy (ur. 1815)
- 1863 – Philippe Antoine d’Ornano, francuski arystokrata, wojskowy, marszałek i par Francji (ur. 1784)
- 1864 – Elizabeth Conwell Smith Willson, amerykańska poetka (ur. 1842)
- 1865 – Petro Hułak-Artemowski, ukraiński uczony, poeta (ur. 1790)
- 1866 – Charles Jean-Baptiste Amyot, francuski prawnik, entomolog (ur. 1799)
- 1869 – Charles-Augustin Sainte-Beuve, francuski pisarz, krytyk literacki (ur. 1804)
- 1878 – Walenty Koczorowski, polski lekarz, filantrop (ur. 1810)
- 1879 – Josias Philip Hoffman, burski polityk, prezydent Wolnego Państwa Orania (ur. 1807)
- 1882 – Arthur de Gobineau, francuski filozof, socjolog, pisarz, dyplomata (ur. 1816)
- 1890 – Jakub Kaczka, polski nauczyciel, pisarz pochodzenia żydowskiego (ur. 1820)
- 1892 – Felix von Thümen, niemiecki botanik, mykolog (ur. 1839)
- 1893 – John Atkinson Grimshaw, brytyjski malarz (ur. 1836)
- 1894 – Edward Chłopicki, polski pisarz, podróżnik, etnograf (ur. 1826 lub 30)
- 1896 – Franciszek Ksawery Martynowski, polski dziennikarz, historyk i krytyk sztuki, teoretyk restauracji zabytków, starożytnik (ur. 1848)
- 1897:
  - Heinrich Adamy, niemiecki geograf, historyk, nauczyciel (ur. 1812)
  - Rudolf Heidenhain, niemiecki fizjolog, wykładowca akademicki (ur. 1834)
- 1898 – Adolf Jełowicki, polski ziemianin, rolnik, filozof, naukowiec (ur. 1841)
- 1899 – Aristide Cavaillé-Coll, francuski organmistrz (ur. 1811)
- 1900 – Adolphe Cochery, francuski polityk (ur. 1819)
- 1903:
  - Markus Jastrow, polski i amerykański rabin (ur. 1829)
  - John Joseph Kain, amerykański duchowny katolicki, arcybiskup metropolita St. Louis (ur. 1841)
- 1905 – Henry Irving, brytyjski aktor, reżyser teatralny (ur. 1838)
- 1909 – Francesc Ferrer i Guàrdia, kataloński wolnomyśliciel, anarchista, pedagog (ur. 1859)
- 1913:
  - Bernard Henner (junior), polski fotograf pochodzenia żydowskiego (ur. 1866)
  - Blanche Monnier, francuska ofiara przestępstwa (ur. 1849)
  - Leonid Sobolew, rosyjski generał, polityk (ur. 1844)
- 1915 – Béla Las-Torres, węgierski pływak (ur. 1890)
- 1917 – Florence La Badie, amerykańska aktorka (ur. 1888)
- 1918:
  - Marcel Deprez, francuski inżynier elektryk (ur. 1843)
  - Morton Schamberg, amerykański malarz, rzeźbiarz, fotograf (ur. 1881)
- 1919:
  - Karl Gjellerup, duński poeta, dramaturg, prozaik (ur. 1857)
  - Jan Bjarnat Krušwica, serbski duchowny luterański, działacz społeczny, pisarz, etnograf (ur. 1845)
  - Aureli Turski, polski plutonowy (ur. 1893)
- 1923 – Walery Brochocki, polski malarz (ur. 1847)
- 1924:
  - Gustaw Landau-Gutenteger, polski architekt (ur. 1862)
  - Edward Sawicki, polski chirurg, neurolog, psychiatra (ur. 1833)
- 1925 – Feliks Bocheński, polski sędzia, działacz społeczny (ur. 1872)
- 1928:
  - Wilhelm Fließ, niemiecki lekarz (ur. 1858)
  - Tadeusz Gołogórski, polski inżynier rolnictwa, wykładowca akademicki (ur. 1872)
  - Karol Łepkowski, polski ziemianin, polityk (ur. 1866)
  - Anna Pawłyk, huculska pisarka, działaczka feministyczna (ur. 1855)
  - Maria Romanowa, cesarzowa Rosji (ur. 1847)
- 1930 – Ardolph L. Kline, amerykański polityk (ur. 1858)
- 1934:
  - Aida De La Fuente, katalońska rewolucjonistka (ur. 1915)
  - Gertrude Käsebier, amerykańska fotografka (ur. 1852)
- 1935 – Adam Cygielstrejch, polski psycholog, filozof, nauczyciel pochodzenia żydowskiego (ur. 1886)
- 1936 – Godfrey Collins, brytyjski polityk (ur. 1875)
- 1937:
  - Piotr Awierjanow, rosyjski generał lejtnant (ur. 1867)
  - József Déry, węgierski taternik, działacz turystyczny (ur. 1865)
  - Aniela Róża Godecka, polska zakonnica, czcigodna Służebnica Boża (ur. 1861)
  - Kazimierz Nowak, polski podróżnik, reportażysta, korespondent, fotograf (ur. 1897)
- 1938:
  - Władysław Belina-Prażmowski, polski pułkownik kawalerii, polityk, prezydent Krakowa wojewoda lwowski (ur. 1888)
  - Selma Gräfin von der Gröben, niemiecka arystokratka, filantropka, działaczka społeczna (ur. 1856)
  - Andrzej Prądzyński, polski księgarz, wydawca, działacz społeczny (ur. 1872)
- 1939:
  - Ford Sterling, amerykański aktor, reżyser filmowy (ur. 1883)
  - Juliusz Trzciński, polski polityk, minister byłej Dzielnicy Pruskiej, poseł na Sejm Ustawodawczy (ur. 1880)
- 1940 – Alberto De Marinis Stendardo di Ricigliano, włoski generał, polityk (ur. 1868)
- 1941:
  - František Bílek, czeski rzeźbiarz, grafik (ur. 1872)
  - Adam Hrebnicki-Doktorowicz, polski botanik, wykładowca akademicki (ur. 1858)
  - Izidor Kürschner, węgierski piłkarz, trener (ur. 1885)
  - Isabel Lete Landa, hiszpańska zakonnica, Służebnica Boża (ur. 1913)
- 1942:
  - Józef Bakon, polski polityk, poseł na Sejm RP (ur. 1899)
  - Henry Haslam, angielski piłkarz (ur. 1879)
  - Henryk Hojan, polski działacz podziemia antyhitlerowskiego (ur. 1901)
- 1943:
  - Mikayıl Ələkbərov, radziecki żołnierz (ur. 1924)
  - Anastasija Biseniek, radziecka partyzantka (ur. 1899)
  - Edmund Czarkowski, polski podporucznik (ur. 1912)
  - Stanisław Konstanty Gruszczyński, polski samorządowiec, polityk, senator RP (ur. 1880)
  - Iosif Korczak, radziecki major (ur. 1914)
  - Zdzisław de Pourbaix, polski kapral podchorąży (ur. 1918)
- 1944:
  - Hans-Jürgen von Blumenthal, niemiecki oficer, działacz podziemia antynazistowskiego (ur. 1907)
  - Jan Fornasini, włoski duchowny katolicki, męczennik, błogosławiony (ur. 1915)
- 1945:
  - Tom Bundy, amerykański tenisista (ur. 1881)
  - Joseph MacRory, irlandzki duchowny katolicki, arcybiskup Armagh, prymas całej Irlandii, kardynał (ur. 1861)
- 1946:
  - Tadeusz Kadyi de Kadyihàza, polski major dyplomowany artylerii (ur. 1889)
  - Ole Sæther, norweski strzelec sportowy (ur. 1870)
- 1947:
  - LeRoy Mason, amerykański aktor (ur. 1903)
  - Sidney Webb, brytyjski arystokrata, pisarz, polityk (ur. 1859)
- 1948 – Samuel S. Hinds, amerykański aktor (ur. 1875)
- 1950:
  - Henryk Adamus, polski kompozytor, dyrygent, wiolonczelista (ur. 1880)
  - Ernest Haycox, amerykański pisarz (ur. 1899)
- 1951 – Louis Bréhier, francuski historyk, bizantynolog (ur. 1868)
- 1952:
  - Stanley Bacon, brytyjski zapaśnik (ur. 1885)
  - Halina Dunin-Rychłowska, polska aktorka, śpiewaczka (ur. 1888)
- 1953 – Siergiej Bielawski, rosyjski astronom (ur. 1883)
- 1954:
  - Stefan Błocki, polski podpułkownik piechoty (ur. 1887)
  - Nicolae Petrescu, rumuński filozof, socjolog, antropolog społeczny (ur. 1886)
- 1955:
  - Manuel Ávila Camacho, meksykański polityk, prezydent Meksyku (ur. 1897)
  - Aleksandra Maria da Costa, portugalska mistyczka, błogosławiona (ur. 1904)
- 1956:
  - Cahit Sıtkı Tarancı, turecki poeta, dramaturg (ur. 1910)
  - Léon Thiébaut, francuski szablista (ur. 1880)
- 1957:
  - Erich Auerbach, niemiecki filolog, komparysta, krytyk literacki, wykładowca akademicki pochodzenia żydowskiego (ur. 1892)
  - Grzegorz (Boriszkiewicz), rosyjski biskup prawosławny (ur. 1889)
  - Bolesław Orgelbrand, polski inżynier mechanik, specjalista w zakresie silników spalinowych, wykładowca akademicki (ur. 1884)
- 1960 – Wilhelm Kaczmarski, polski górnik, działacz partyjny (ur. 1895)
- 1961:
  - Maya Deren, amerykańska reżyserka filmowa pochodzenia rosyjsko-żydowskiego (ur. 1917)
  - Zoltan Korda, amerykański reżyser filmowy pochodzenia węgierskiego (ur. 1895)
  - Dun Karm Psaila, maltański duchowny katolicki, poeta (ur. 1871)
  - Louis Rwagasore, burundyjski książę, polityk, premier Burundi (ur. 1932)
  - Ernst Westerlund, fiński żeglarz sportowy (ur. 1898)
- 1963:
  - Władimir Kuzniecow, rosyjski fizyk (ur. 1887)
  - Roger Sławski, polski architekt (ur. 1871)
- 1965:
  - Zofia Bohdanowiczowa, polska pisarka (ur. 1898)
  - Jan Kazimierz Suchorzewski, polski major piechoty, strzelec sportowy (ur. 1895)
- 1966:
  - Clifton Webb, amerykański aktor, tancerz, piosenkarz (ur. 1889)
  - Witold Żyborski, polski ziemianin, polityk, poseł na Sejm RP (ur. 1895)
- 1967 – Kerr Grant, australijski fizyk, wykładowca akademicki, urzędnik (ur. 1878)
- 1968:
  - Manuel Bandeira, brazylijski poeta, krytyk literacki (ur. 1886)
  - Bea Benaderet, amerykańska aktorka (ur. 1906)
  - Kazimierz Tymieniecki, polski historyk, mediewista, wykładowca akademicki (ur. 1887)
- 1969:
  - Aleksander (Karpin), fiński biskup prawosławny pochodzenia karelskiego (ur. 1883)
  - Jan Kurczab, polski prozaik, dramaturg, reżyser, publicysta (ur. 1907)
  - Zakia Madi, majotyjska działaczka polityczna (ur. 1944)
  - Pierre Meyrat, francuski kierowca wyścigowy (ur. 1916)
- 1970:
  - Basilios, patriarcha Etiopskiego Kościoła Ortodoksyjnego (ur. 1891)
  - Patrice Flynn, francuski duchowny katolicki, biskup Nevers (ur. 1874)
  - Kazimierz Jarocki, polski aktor (ur. 1898)
  - Otto Wacker, niemiecki handlarz i fałszerz obrazów (ur. 1898)
- 1971:
  - Józef Brenstjern-Pfanhauser, polski inżynier, działacz społeczny, polityk, poseł do KRN (ur. 1896)
  - Aleksandr Dankowcew, radziecki polityk (ur. 1913)
  - Nikołaj Nowikow, radziecki polityk (ur. 1909)
- 1972 – Francisco Abal, urugwajski rugbysta (ur. 1951)
- 1973 – Witold Gerutto, polski lekkoatleta, wieloboista, trener, działacz sportowy (ur. 1912)
- 1974:
  - Fiodor Czajka, radziecki generał major (ur. 1918)
  - Wincenty Czechowicz, polski inżynier górnik, wykładowca akademicki (ur. 1900)
  - Josef Krips, austriacki skrzypek, korepetytor, chórmistrz, dyrygent (ur. 1902)
  - Wojciech Rubinowicz, polski fizyk teoretyczny, wykładowca akademicki (ur. 1889)
  - Peter Schuyler Miller, amerykański pisarz science fiction, krytyk literacki (ur. 1912)
  - Gerard Stach, polski żużlowiec (ur. 1952)
  - Ed Sullivan, amerykański prezenter telewizyjny (ur. 1901)
- 1975:
  - Balyş Öwezow, radziecki i turkmeński polityk (ur. 1915)
  - Jerzy Popko, polski polityk, minister leśnictwa i przemysłu drzewnego, poseł na Sejm PRL (ur. 1914)
- 1976 – Jerzy Strzałka, polski szpadzista (ur. 1933)
- 1977 – István Avar, rumuńsko-węgierski piłkarz (ur. 1905)
- 1978 – Władysław Ponurski, polski lekkoatleta, sprinter (ur. 1891)
- 1979 – Rebecca Clarke, brytyjska kompozytorka, skrzypaczka (ur. 1886)
- 1980 – Stanisław Tarnowski, polski ekonomista, działacz turystyczny (ur. 1909)
- 1981:
  - Marius Casadesus, francuski skrzypek, kompozytor (ur. 1892)
  - Philippe Étancelin, francuski kierowca wyścigowy (ur. 1896)
- 1982:
  - Włodzimierz Jagodziński, polski robotnik, działacz NSZZ „Solidarność” (ur. 1952)
  - Bogdan Włosik, polski uczeń i robotnik, ofiara zbrodni komunistycznej (ur. 1962)
- 1983:
  - Henryk Derwich, polski rysownik, karykaturzysta (ur. 1921)
  - Hugh Mundell, jamajski muzyk roots reggae (ur. 1962)
  - Vladimír Šmilauer, czeski językoznawca, bohemista, słowacysta, onomastyk, wykładowca akademicki (ur. 1895)
- 1984:
  - Alice Neel, amerykańska malarka (ur. 1900)
  - Henry Wahl, norweski łyżwiarz szybki (ur. 1915)
- 1985:
  - Mieczysław Boruta-Spiechowicz, polski generał brygady (ur. 1894)
  - Tage Danielsson, szwedzki reżyser filmowy (ur. 1928)
  - Herbert Nebe, niemiecki kolarz szosowy (ur. 1899)
  - Maria Stelmach, polska robotnica, polityk, poseł na Sejm PRL (ur. 1903)
- 1986 – Karol Głombiowski, polski bibliolog, wykładowca akademicki (ur. 1913)
- 1987 – Walter Houser Brattain, amerykański fizyk, laureat Nagrody Nobla (ur. 1902)
- 1988 – Tomas Alberto Clavel, panamski duchowny katolicki, arcybiskup metropolita Panamy (ur. 1921)
- 1989:
  - Fred Agabashian, amerykański kierowca wyścigowy pochodzenia ormiańskiego (ur. 1913)
  - Halina Bielińska, polska reżyserka filmowa (ur. 1914)
  - Alfredo Cifuentes Gómez, chilijski duchowny katolicki, arcybiskup metropolita La Sereny (ur. 1890)
  - Wojciech Kiełczewski, polski poeta (ur. 1930)
  - Cesare Zavattini, włoski scenarzysta filmowy (ur. 1902)
- 1990:
  - Douglas Edwards, amerykański prezenter telewizyjny (ur. 1917)
  - Lê Đức Thọ, wietnamski generał, polityk, dyplomata (ur. 1911)
  - Jerzy Ziomek, polski historyk literatury (ur. 1924)
- 1995 – Jerzy Wąsowicz, polski aktor (ur. 1923)
- 1996:
  - Henri Nannen, niemiecki dziennikarz, publicysta (ur. 1913)
  - Beryl Reid, brytyjska aktorka (ur. 1919)
- 1997:
  - József Bálazs, węgierski pisarz (ur. 1944)
  - Richard Mason, brytyjski pisarz (ur. 1919)
- 1998 – Thomas Byberg, norweski łyżwiarz szybki (ur. 1916)
- 1999 – Halina Dobrowolska, polska aktorka (ur. 1930)
- 2000 – Jean Peters, amerykańska aktorka (ur. 1926)
- 2001:
  - Maksim Łużanin, białoruski poeta, tłumacz (ur. 1909)
  - Nika Strzemińska, polska psychiatra, pisarka (ur. 1936)
  - Janusz Szpotański, polski poeta, satyryk, tłumacz, szachista (ur. 1929)
- 2002 – Stephen E. Ambrose, amerykański historyk, pisarz (ur. 1936)
- 2003 – Bertram Brockhouse, kanadyjski fizyk, laureat Nagrody Nobla (ur. 1918)
- 2004 – Bernice Rubens, brytyjska pisarka (ur. 1923)
- 2005:
  - István Eörsi, węgierski pisarz (ur. 1931)
  - Krystyna Kwiatkowska, polska pisarka fantasy (ur. 1953)
  - Marian Zieliński, polski sztangista (ur. 1929)
- 2006 – Dino Monduzzi, włoski kardynał (ur. 1922)
- 2007:
  - Bob Denard, francuski pułkownik, najemnik (ur. 1929)
  - Art Harris, amerykański koszykarz (ur. 1947)
  - Alec Kessler, amerykański koszykarz (ur. 1967)
  - Krzysztof Rutkowski, polski piłkarz (ur. 1953)
- 2008:
  - Aleksiej Czeriepanow, rosyjski hokeista (ur. 1989)
  - Guillaume Depardieu, francuski aktor (ur. 1971)
  - Antonio José González Zumárraga, ekwadorski duchowny katolicki, arcybiskup Quito, prymas Ekwadoru, kardynał (ur. 1925)
- 2009:
  - Marian Kołodziej, polski artysta plastyk, scenograf (ur. 1921)
  - Al Martino, amerykański aktor, piosenkarz (ur. 1927)
- 2010 – Jiří Křižan, czeski scenarzysta filmowy (ur. 1941)
- 2011:
  - Hasan Güngör, turecki zapaśnik (ur. 1934)
  - Jan Lelej, polski oficer, obrońca Westerplatte (ur. 1917)
  - Abdoulaye Seye, senegalski lekkoatleta, sprinter (ur. 1934)
- 2012 – Gary Collins, amerykański aktor (ur. 1938)
- 2013:
  - Olga Arosiewa, rosyjska aktorka (ur. 1925)
  - Angela Moldovan, rumuńska piosenkarka (ur. 1927)
  - Antti Tyrväinen, fiński biathlonista (ur. 1933)
- 2014 – Maurice Verdeun, francuski kolarz torowy (ur. 1929)
- 2015:
  - Elżbieta Junosza-Stępkowska, polska dziennikarka (ur. 1936)
  - Ryszard Kubiczek, polski generał brygady (ur. 1924)
- 2016:
  - Bhumibol Adulyadej, król Tajlandii (ur. 1927)
  - Dario Fo, włoski pisarz, satyryk, reżyser teatralny, kompozytor, laureat Nagrody Nobla (ur. 1926)
  - Andrzej Hrynkiewicz, polski fizyk (ur. 1925)
- 2017:
  - William Lombardy, amerykański szachista (ur. 1937)
  - Leonard Łukaszuk, polski prawnik, sędzia TK, pułkownik SB (ur. 1930)
  - Andrzej Płatek, polski piłkarz, trener (ur. 1947)
  - Stanisław Wyganowski, polski ekonomista, urbanista, samorządowiec, prezydent Warszawy (ur. 1919)
  - Albert Zafy, malgaski polityk, prezydent Madagaskaru (ur. 1927)
- 2018 – Władysław Grodecki, polski geodeta, podróżnik, przewodnik (ur. 1942)
- 2019:
  - Charles Jencks, amerykański teoretyk i krytyk architektury, architekt krajobrazu (ur. 1939)
  - Eugeniusz Kulik, polski piłkarz (ur. 1944)
  - Włodzimierz Mucha, polski architekt (ur. 1956)
- 2020:
  - Claude Feidt, francuski duchowny katolicki, arcybiskup Chambéry i Aix (ur. 1936)
  - Andrzej Jaczewski, polski seksuolog, wykładowca akademicki (ur. 1929)
  - Percy Schmeiser, kanadyjski rolnik, działacz społeczny (ur. 1931)
- 2021:
  - Wiktor Briuchanow, rosyjski inżynier, działacz polityczny, dyrektor elektrowni jądrowej w Czarnobylu (ur. 1935)
  - Gary Paulsen, amerykański pisarz, podróżnik (ur. 1939)
  - Agnes Tirop Chebet, kenijska lekkoatletka, biegaczka długodystansowa (ur. 1995)
- 2022: 
  - Feliks W. Kres, polski pisarz fantasy (ur. 1966)
  - Eugeniusz Małafiej, polski mikrobiolog, wykładowca akademicki (ur. 1940)
  - Halvor Næs, norweski skoczek narciarski (ur. 1928)
  - Jan Sulewski, polski żużlowiec (ur. 1943)
- 2023:
  - Louise Glück, amerykańska poetka, laureatka Nagrody Nobla (ur. 1943)
  - Hubert Reeves, kanadyjski astrofizyk (ur. 1932)
  - Hugh Russell, irlandzki bokser (ur. 1959)
  - Rein Saluri, estoński pisarz, tłumacz, scenarzysta filmowy (ur. 1939)
  - Bud Somerville, amerykański curler (ur. 1937)
  - Maciej Trojanowski, polski inżynier chemik, prezenter telewizyjny (ur. 1951)
  - Pietro Vittorelli, włoski duchowny katolicki, benedyktyn, opat terytorialny Montecassino (ur. 1962)
- 2024:
  - Peter Fregene, nigeryjski piłkarz (ur. 1947)
  - Bernard Lagneau, francuski plastyk (ur. 1937)
  - Zbigniew Marculewicz, polski koszykarz (ur. 1978)
  - Donal Murray, irlandzki duchowny katolicki, biskup Limerick (ur. 1940)